# ایس ونچورا: کارآگاه حیوانات
اِیس ونچورا: کارآگاه حیوانات (به انگلیسی: Ace Ventura: Pet Detective) یک فیلم کمدی آمریکایی محصول سال ۱۹۹۴ با بازی جیم کری در نقش اِیس ونچورا، کارآگاه حیوانات است که وظیفه دارد دلفینِ شانس‌بیارِ ربوده شده تیم فوتبال میامی دلفینز را پیدا کند. کارگردانی این فیلم بر عهده تام شادیاک بوده که فیلمنامه آن را با جک برنشتاین و جیم کری نوشته‌است. در این فیلم بازیگرانی همچون جیم کری، کورتنی کاکس، شان یانگ، تونی لوک و دن مارینو ایفای نقش کرده‌اند. دنباله این فیلم ایس ونچورا: هنگامی که طبیعت فرا می‌خواند در سال ۱۹۹۵ منتشر شد.
کمپانی مورگان کریک انترتینمنت فیلم را با بودجه ۱۵ میلیون دلاری تولید کرد و برادران وارنر فیلم را در فوریه ۱۹۹۴ اکران کرد. این فیلم در ایالات متحده و کانادا ۷۲٫۲ میلیون دلار و در مناطق دیگر ۳۵ میلیون دلار فروخت که مجموعاً ۱۰۷٫۲ میلیون دلار در سراسر جهان به دست آورد. نقدهای متفاوتی از منتقدان دریافت کرد. بازی کری باعث شد که این فیلم در میان نوجوانان پسر طرفدارانی داشته باشد. جیم کری همچنین در فیلم‌های ماسک و خنگ و خنگ‌تر در همان سال بازی کرد. مجموع فروش این سه فیلم باکس آفیس ۵۵۰ میلیون دلار بود که جیم کری را به عنوان دومین ستاره پرفروش گیشه در سال ۱۹۹۴ بعد از تام هنکس قرار داد.

## داستان
ایس ونچورا فردی است که عاشق حیوانات است و به تحقیق بر روی حیوانات می‌پردازد و خود را کارآگاه حیوانات می‌داند. دلفین تیم فوتبال میامی دلفینز دزدیده می‌شود و از او توسط یک خبرنگار به نام ملیسا رابینسون دعوت به کار می‌شود. ونچورا نخستین سرنخ را با پیدا کردن یک نگین کهربایی که متعلق به مسابقات قهرمانی ۱۹۸۴ است و به اعضای تیم دلفین داده شده پیدا می‌کند او متوجه می‌شود که رباینده دلفین یک عضو تیم سال ۱۹۸۴ است و با ترفندهای مختلف انگشتر تمام اعضا تیم را بررسی می‌کند ولی تمام نگین‌ها سرجایشان است. در پرونده دیگری رئیس باشگاه دلفین به طرز مشکوکی از روی تراس خانه‌اش به پائین پرتاب می‌شود و رئیس پلیس که زنی به نام لوئیس اینهورن است سعی دارد تا مرگ او را خودکشی جلوه دهد اما ایس ونچورا ثابت می‌کند مرگ او خودکشی نبوده و به قتل رسیده‌است.
ایس با خود فکر می‌کند اگر تمام انگشترها و نگین‌های آن‌ها سرجایشان است پس چه کسی این کار را کرده‌است. تا اینکه ملیسا یک عکس از تیم دلفین به او نشان می‌دهد که یک نفر به غیر از تمام نفرات درون عکسی که ونچورا دارد در آن حضور دارد. ملیسا به ایس می‌گوید این عکس مربوط به اواخر فصل است و عکسی که تو داری مربوط به اوایل فصل است این فرد که به عکس اضافه شده ری فینکل است و در میانه فصل به تیم ملحق شده و مسئول از دست رفتن قهرمانی این تیم است. پس ایس می‌فهمد این کار فینکل است که می‌خواهد از تیم انتقام بگیرد. ایس برای دیدار با خانواده فینکل به زادگاه او می‌رود و متوجه می‌شود او بعد از این اتفاق دچار حات روانی شده و پس از دو سال از تیمارستان فرار کرده و اکنون ۸ سال است کسی او را ندیده او می‌فهمد که فینکل بازیکن دیگری به نام دن مارینو را مقصر شکست و از دست دادن موقعیت خود می‌داند و متوجه می‌شود او هدف بعدی است و کمی بعد دن مارینو ربوده می‌شود.
پس ایس به همراه ملیسا به آسایشگاه روانی می‌رود تا در مورد او اطلاع کسب کند. ایس وسایل فینکل را پیدا می‌کند در میان وسایل فینکل با تکه‌ای روزنامه مواجه می‌شود که دربارهٔ زنی مفقود شده به نام لوئیس اینهورن است او می‌فهمد که اینهورن واقعی سال‌ها ست مفقود شده واینهورن کنونی یک زن تراجنسیتی است که در واقع همان ری فینکل می‌باشد و هویت خود را تغییر داده‌است.
ونتورا سپس محلی که دلفین و دن مارینو در آن نگهداری می‌شوند را پیدا می‌کند و اینهرن که ونتورا را می‌بیند پلیس را خبر می‌کند درحین درگیری با اینهورن پلیس‌ها می‌رسند واینهورن به آنها دستور شلیک به ونچورا را می‌دهد در همین لحظه ملیسا هم می‌رسد و اسلحه را روی گردن یک پلیس می‌گذارد و می‌گوید پلیس‌ها اسلحه خودشان را بیندازند و گرنه این پلیس را می‌کشد. آنها سلاح خود را می‌اندازند و ونتورا با پاره کردن لباس‌های اینهورن و نشان دادن آلت تناسلی مردانه او اثبات می‌کند اینهورن همان ری فینکل است و در حقیقت یک مرد است.

## بازیگران
- جیم کری در نقش ایس ونچورا
- کورتنی کاکس در نقش ملیسا رابینسون
- شان یانگ در نقش لوئیس اینهورن/ری فینکل
- تونی لوک در نقش ناتانائیل
- دن مارینو در نقش خودش
- نوبل ویلینگهام در نقش ریدل
- تروا اوانس در نقش راجر پوداکتر
- اودو کیر در نقش رونالد کمپ
- دیوید مارگولیس در نقش دکتر
- آلیس درامند در نقش مادر فینکل
- مارک مارگولیس در نقش شیکادنس
- کریس بارنز در نقش خواننده

## تولید
فیلمبرداری در میامی در سه‌ماهه دوم سال ۱۹۹۳ انجام شد.

## بازخوردها
این فیلم نقدهای «عموماً نامطلوب» را از منتقدان معاصر دریافت کرد، بر اساس جمع‌آوری نقد متاکریتیک، که ۱۴ نقد را ارزیابی کرد و شش نقد را منفی، پنج را به عنوان مثبت و سه را به عنوان ترکیبی طبقه‌بندی کرد. این فیلم امتیاز کلی ۳۷ از ۱۰۰ را به فیلم داد. در وب سایت جمع‌آوری نقد و بررسی راتن تومیتوز نمونه‌ای متشکل از ۶۳ بررسی معاصر و گذشته نگر را مثبت یا منفی ارزیابی کرد و گفت ۴۸ درصد از منتقدان با میانگین امتیاز ۴٫۹ از ۱۰ نظرات مثبتی ارائه کردند. در سال ۲۰۱۹، راتن تومینوز دربارهٔ این اتفاق نظر نوشت: «شوخی‌های پرخاشگر جیم کری و شوخ‌طبعی در فیلم خبر بسیار خوبی برای طرفداران کمدی خاص او است، اما احتمالاً برای هر کسی رضایت‌بخش نیست."

### گیشه
برادران وارنر این فیلم را در ۱۷۵۰ سالن سینما در ایالات متحده و کانادا در ۴ فوریه ۱۹۹۴ اکران کرد. این فیلم در آخر هفته افتتاحیه خود ۱۲ میلیون دلار فروخت و در رتبه اول باکس آفیس قرار گرفت. 